# Ширье, Вера Карловна
Вера Карловна Ширье  (азерб. Vera Karlovna Şirye; 31 января 1915, Баку – 1 мая 2003, Баку) — азербайджанская театральная актриса. Народная артистка Азербайджанской ССР (1961 год).

## Биография
Вера Ширье Карловна родилась 31 января 1915 в городе Баку. Её отец, Карл Петрович Ширье, латыш по происхождению, погиб во время Первой мировой войны, так и не увидев дочь. Её воспитал отчим Мизра Саттар оглы Саттаров, который привил ей любовь не только к театральному искусству, но и к азербайджанскому языку.
С 1933 года Вера Ширье училась в студии русского театра в Баку, в этом же году она выступала на сцене. В годы Великой Отечественной войны в составе концертной фронтовой бригады артистов Вера Карловна объездила Европу и Советский Союз.
Вера Шире начала свою сценическую деятельность в 1933 году в студии Бакинского Рабочего Театра (с 1937 года - Азербайджанский Государственный Русский Драматический Театр). С 1938 года она была зачислена в труппу Бакинского Русского Драматического Театра.
Умерла Вера Карловна Ширье 1 мая 2003 года. Похоронена на Аллее почетного захоронения в городе Баку.

## Роли
- Мирандолина ("Хозяйка гостиницы", К. Гольдони)
- Маша ("Живой труп", Л. Толстой)
- Мелания ("Дети солнца", М. Горький)
- Анна Ильинична ("Семья", И. Попов)
- Гызйетер ("Ханы", С. Вургун)
- Наташа ("Город востока", Э. Меммедханлы)
- Леди Хэф ("Праздник буревестников", Ж. Ануй)
- Тереза ("День имени Терезы", Г. Мдивани)
- Пори хала ("Ты живешь для меня?", И. Касимов и Г. Сеидбейли)
- Елизавета ("Мария Стюарт", Ф. Шиллер)
- Курай ана ("Курай ана и её дети", Б. Брехт)

## Фильмография
- Так рождается песня (фильм, 1957)
- Я помню тебя, учитель (фильм, 1969)
- Мугам (фильм, 1976)

## Звания и награды
- Почетное звание Заслуженная артист Азербайджанской ССР  — 2 февраля 1956[4]
- Медаль «За трудовое отличие» — 9 июня 1959 года  — за выдающиеся заслуги в развитии азербайджанского искусства и литературы и в связи с декадой азербайджанского искусства и литературы в гор. Москве[5]
- Почетное звание Народная артист Азербайджанской ССР — 24 марта 1961 года[6]
- Орден "Истиглал" — 30 января 2000 года — за большие заслуги в развитии азербайджанского театрального искусства[7]
- Орден "Дружбы народов" — 30 января 1985 года — за заслуги в развитии советского театрального искусства[8]
- Орден "Красная Звезда" — 30 декабря 1945 года
- Медаль "За защиту Кавказа"
- Медаль «За доблестный труд в Великой Отечественной войне 1941—1945 гг.»
- Персональная пенсия Президента Азербайджанской Республики — 11 июня 2002[9]